# Mossendjo
Mossendjo ist eine Stadt in der Niari-Region im Südwesten der Republik Kongo.

## Lage
Mossendjo liegt im Osten der Region Niari, 320 km nordwestlich der Hauptstadt Brazzaville. Die Stadt ist das Zentrum der Chaillu Massif-Region, die vom Chaillu-Massiv geprägt ist, einer Bergkette, die sich aus dem Süden des Nachbarlandes Gabun bis in die Republik Kongo erstreckt.

## Verkehr
Mossendjo ist an das nationale Eisenbahnnetz angebunden und ist durch Fernstraßen mit wichtigen Städten des Landes verbunden, beispielsweise mit Dolisie im Süden von Mossendjo. Auf dieser Strecke verkehren auch regelmäßig Busse. Zudem verfügt die Stadt mit dem Flughafen Mossendjo über Anschluss nach Pointe-Noire am Atlantischen Ozean und Brazzaville.

## Wirtschaft
Ein traditionell wichtiger Wirtschaftszweig in der Region ist die Holzwirtschaft. Einige Versuche den kommerziellen Abbau von Diamanten, Gold und Eisen in der Region zu etablieren scheiterten, auch da die dazu hilfreiche Anbindung an das Eisenbahnnetz Gabuns bislang nicht umgesetzt werden konnte.